# La Boule Noire (salle de spectacle)
Pour les articles homonymes, voir Boule Noire.
La Boule Noire est une salle de spectacle du quartier Montmartre, située 120 boulevard de Rochechouart dans le 18e arrondissement de Paris. Elle jouxte la salle de La Cigale.

## Histoire

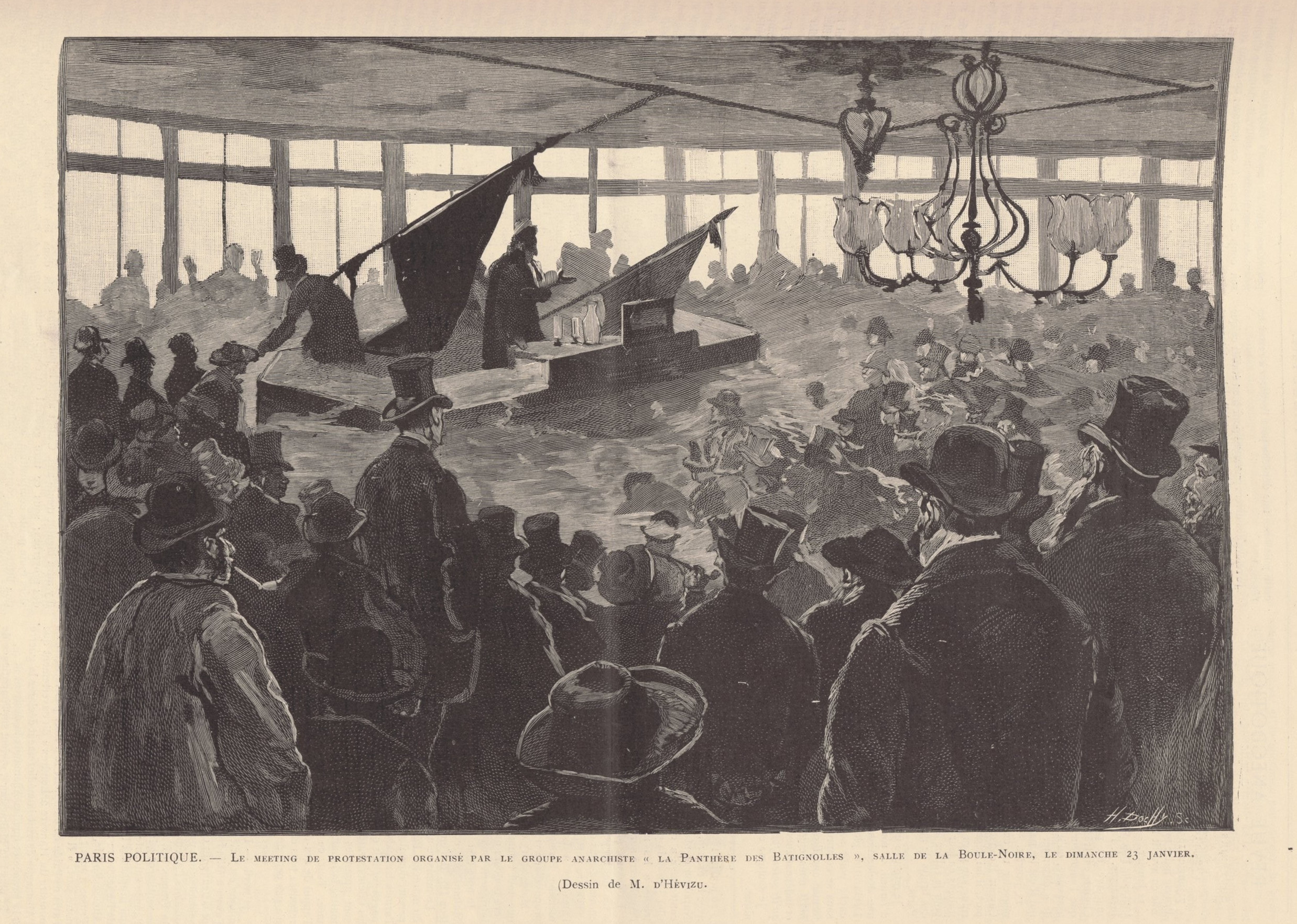
Le meeting de protestation organisé par le groupe anarchiste La Panthère des Batignolles, salle de la Boule noire, le dimanche 23 janvier 1887 - (Le Monde illustré 5 février 1887. Gallica.)

C'est initialement une goguette fondée en 1822 dans le village de Montmartre par une fille galante dont le sobriquet est « Belle en Cuisse ». La salle est reprise ensuite par un nommé Bécuzet. Il fait construire le portique qui devient plus tard l'entrée de La Cigale. Ce portique est surmonté à ses débuts d'une boule de verre éclairée servant d'enseigne en ce lieu, un chemin de ronde alors plutôt sombre. Avec le temps et la saleté, la boule d'abord blanche devient noire, donnant son nom à l'établissement.
La goguette initiale est transformée en bal. C'est là qu'est lancé le quadrille des Lanciers et débute le fantaisiste Rigolboche. L'intérieur du bal démoli en 1887 laisse la place à un café-concert baptisé La Cigale. En 1894, il est agrandi par l'architecte Henri Grandpierre et en 1905 la façade est refaite par l'architecte Lucien Woog. À droite de la salle se trouvait un grand bar, à l'emplacement duquel se situe l'actuelle salle de concert de La Boule Noire.

## Salle de concert
La Boule Noire peut accueillir 200 personnes dans une salle au design années 1970. La décoration originale ajoutée à l'étroitesse des lieux apportent une intimité et une proximité entre l'artiste et le public. C'est pour cela que la Boule Noire est une salle appréciée car elle permet d'approcher au plus près les artistes.
La programmation mêle à la fois jeunes talents (Toxic, WHIM THERAPY, HUM HUM, ALBA,Marianne...) et stars confirmées, principalement dans les genres musicaux : rock et metal (Linkin Park, The Libertines, Morcheeba, Queens of the Stone Age, Band-Maid...), musiques du monde et chanson (Manu Chao, Yaël Naïm...).
La Boule Noire est la première salle dans laquelle Orelsan se produit comme mentionné dans le documentaire Montre jamais ça à personne (2021, épisode 3) dans lequel l'article Wikipédia apparaît furtivement.